# Krasnaja Słoboda (obwód niżnonowogrodzki)
Krasnaja Słoboda (ros. Красная Слобода) – wieś (dieriewnia) w Rosji, w obwodzie niżnonowogrodzkim, w okręgu miejskim Boru. W 2010 liczyła 870 mieszkańców.